# Glaphyra fraudulenta
Glaphyra fraudulenta là một loài bọ cánh cứng trong họ Cerambycidae.